# Alan Clarke
Alan John Clarke (1935 — 1990) foi um diretor, escritor e produtor britânico.
Seu assunto tendem ao realismo social, especialmente no que respeita aos privados ou oprimido comunidades.
Clarke morreu em 24 de julho 1990, após sofrer de câncer.
Depois da morte de Clarke, escreveu um conjunto de peças em sua memória, intitulado "A Man Called Alan".

## Bibiografia
- Kelly, Richard (ed), Alan Clarke (London: Faber and Faber, 1998)
- Thomson, David, "Walkers in the World: Alan Clarke" in Film Comment, May-June 1993, pp. 78-83
- "Director Alan Clarke", BBC 2 (Corin Campbell-Hill), tx. 12/7/1991